# Neopanorpa lipingensis
Neopanorpa lipingensis is een insect uit de orde van de schorpioenvliegen (Mecoptera), familie van de schorpioenvliegen (Panorpidae). De wetenschappelijke naam van de soort is voor het eerst geldig gepubliceerd door Cai & Hua in 2009.
De soort komt voor in China.